# Albert Vicaire
Albert Vicaire (Haine-Saint-Paul, 23 oktober 1957) is een Belgisch politicus voor Ecolo.

## Levensloop
Vicaire is van opleiding mechanisch ingenieur en behaalde tevens een Master of Business Administration en een master in de arbeidswetenschappen. Hij werkte twintig jaar in de HR-sector en was daarna kaderlid bij het biotechnologiebedrijf ASIT.
Van 2018 tot 2019 was Vicaire voor Ecolo provincieraadslid van Henegouwen. Bij de verkiezingen van 26 mei 2019 werd hij verkozen tot lid van de Kamer van volksvertegenwoordigers voor de kieskring Henegouwen, waar hij bleef zetelen tot aan de verkiezingen van juni 2024. Als Kamerlid volgde hij de dossiers rond economie en fiscaliteit op.
Bij de Waalse verkiezingen van juni 2024 was Vicaire lijstduwer van de Ecolo-lijst in het arrondissement Zinnik-La Louvière, maar hij werd niet verkozen.